# Robert Wyatt
Robert Ellidge Wyatt (ur. 28 stycznia 1945 w Bristolu) – brytyjski muzyk, wokalista, autor tekstów, kompozytor, współtwórca brytyjskiego progresywnego rocka oraz sceny Canterbury.

## Życiorys

### Wczesne lata
Ellidge urodził się w Bristolu w Somerset w Wielkiej Brytanii. Jednak wkrótce rodzina przeprowadziła się do West Dulwich w Londynie, gdzie przebiegło jego wczesne dzieciństwo.
Ojciec – George Ellidge – otrzymał tytuł magistra j. angielskiego i muzyki w Christ’s College w Cambridge oraz ukończył prawo na Uniwersytecie Liverpoolskim. Grał na fortepianie i słuchał wszelkiego rodzaju muzyki od klasycznej, poprzez operę, jazz aż do współczesnej – Szostakowicza, Bartóka i Hindemitha.
Matka – Honor Wyatt – była dziennikarką, nauczycielką i prowadziła programy radiowe. Było to drugie małżeństwo dla obojga.
Należeli do brytyjskiej średniej klasy i po przeprowadzeniu się do zabytkowego i konserwatywnego Canterbury odróżniali się od reszty społeczeństwa niezwykłym liberalizmem, w którym dorastał Robert. Byli oboje wielkimi zwolennikami socjalizmu. Matka była bardzo zaprzyjaźniona z pisarzem Robertem Gravesem i Robert często bywał u niego w domu na Majorce.
Do szkoły „Simon Langton” Robert chodził razem z rówieśnikiem Hugh Hopperem, Dave’em Sinclairem i starszymi o dwa lata bratem Hugh Brianem Hopperem i Michaelem Ratledge’em.
Wychowany w wysokiej kulturze ale i liberalizmie Robert zaczął grać w zespole skiffle'owym, który odbywał próby w piwnicy w 14-pokojowym domu rodziców Roberta noszącym nazwę Wellington House. Było to dla niego wyrazem buntu.
Pod koniec 1960 r. w ich domu zamieszkał 21-letni gitarzysta Australijczyk Daevid Allen, dla którego zwrotnym momentem w rozwoju muzycznym było wysłuchanie albumu Sun Ra. Allen wywarł olbrzymi wpływ na 16-letniego Roberta zapoznając go z nowym jazzem, marihuaną i odpowiednim, cyganeryjnym stylem życia.
Mniej więcej w tym samym czasie poznał Roberta Kevin Ayers, który zaczął bywać w Weelington House zafascynowany panującą tam intelektualną atmosferą, tym o czym się tam dyskutowało i muzyką, której się tam słuchało.
W październiku 1961 r. Allen poznał w Paryżu amerykańskiego perkusistę George’a Neidorfa, z którym przybył do Wellington House, w którym Neidorf także zamieszkał. Aby się odwdzięczyć zaczął uczyć Roberta gry na perkusji. Robert stał się już multiinstrumentalistą; grał na perkusji, instrumentach klawiszowych i dętych – głównie trąbce.
Chociaż Robert, dzięki bardzo dobrze zdawanym egzaminom, miał otwartą karierę uniwersytecką, postanowił pójść zupełnie inną drogą. W Boże Narodzenie 1961 r. opuścił szkołę i wyruszył z Neidorfem i jego przyszłą żoną Pry Phippard (byłą dziewczyną Allena) w planowaną na dwuletnią wędrówkę. Zwiedzili Francję, Hiszpanię i przybyli na Majorkę. Robert Graves – sam wielki miłośnik nowego jazzu – pochwalił jego rezygnację z kariery akademickiej i zamiar zostania perkusistą. Pasierb Gravesa Ramon Farran także uczył go gry na perkusji. Eksperymentowali z różnymi formami muzycznymi, a Robert zaczął także pisać i rzeźbić. Wszyscy wybudowali w ogrodzie Gravesa amfiteatr dla pisarza.
W październiku 1962 r. Neidorf z narzeczoną udali się do Australii, a Robert powrócił do Wielkiej Brytanii i zamieszkał w domu Hugh Hoppera, który także porzucił szkołę. Imali się różnych prac, przeważnie związanych z przebywaniem na świeżym powietrzu. Jednak zima 1962 była najsroższą zimą od stu lat i obaj doszli do wniosku, że to nie jest życie dla nich.
W grudniu 1962 r. przybył do Londynu Daevid Allen, wynajął obszerne mieszkanie, w którym zamieszkali także Kevin Ayers i Ted Bing (kolega ze szkoły „Simon Langton”, fotograf). Wkrótce zaprosili do zamieszkania z nimi Roberta i Hugh.

### Pierwsze zespoły

#### Daevid Allen Trio
Wiosną 1963 r. Allen, Hopper i Robert (jako Robert Ellidge) sformowali swój pierwszy zespół Daevid Allen Trio. Trio było jak najdalsze od już modnych The Beatles, którzy w momencie zakładania tria, mieli na listach przebojów „Please Please Me” na 1 pozycji. Wybrali najgorszą drogę do zdobycia popularności; na tle jazzującego akompaniamentu recytowali poezje. Mimo wszystko w maju 1963 r. po raz pierwszy wystąpili w Establishment Club w centrum londyńskiego Soho. Za namową Roberta Mike Ratledge porzucił studia na Uniwersytecie Oksfordzkim i dopełnił muzykę tria na pianinie. Po serii koncertów we wspomnianym klubie, wystąpili na początku czerwca w wiodącym, jeszcze jazzowym wówczas, klubie Marquee. Właściciele klubu byli otwarci na wszelkie eksperymenty i jednym z nich był poetycko–jazzowy program The New Departure poetów Mike’a Horowitza i Pete’a Browna. W ramach tego programu występowało także trio. Jednak gdy ich koncert w Instytucie Sztuki Współczesnej (Ted Bing zaaranżował wyświetlanie przeźroczy podczas występu) nie zaowocował zainteresowaniem promotorów – grupa się rozwiązała.
Allen udał się do Paryża, za nim pojechał tam Hugh Hopper. Obaj mocno zainteresowali się tam nowymi technikami nagraniowymi, m.in. eksperymentami Terry’ego Rileya z taśmami (pętle itp.). Do nich dojechał ogolony na łyso Robert. Po raz pierwszy zetknęli się także z LSD.
W maju Robert powrócił do domu, w którym zaczęli bywać tacy jazzmani jak Ronnie Scott, Eje Thelin i klasyczny gitarzysta Julian Bream. Jednak latem Robert udał się do Roberta Gravesa na Majorce i tam grał jako perkusista w jazzowym trio klubu Indigo Jazz Club w Palma de Mallorca. Pianistą tria był John Mealing a basistą Ron Rubin

#### The Wilde Flowers
W tym czasie Brian i Hugh Hopperowie, po zauważeniu, że muzyka The Beatles i The Rolling Stones wcale nie jest taka zła, postanowili założyć zespół. Na wzór wspomnianych zespołów chcieli mieć dwóch gitarzystów, więc przyjęli Richarda Sinclaira. W tym momencie powrócili z wojaży Kevin Ayers i Robert.
Skład grupy, nazwanej początkowo Wild Flowers (Ayers zasugerował dodanie e, co połączyło zespół z Oscarem Wilde’em) był następujący: Kevin Ayers – śpiew, Brian Hopper – saksofon altowy i gitara, Richard Sinclair – gitara, Hugh Hopper – gitara basowa i Robert Ellidge (Wyatt) – perkusja.
Repertuar składał się z popularnych klasyków rockandrollowych, rockowych, rhythmandbluesowych i nowszych przebojów, m.in. „Johnny B. Goode”, „Green Onions”, „I Feel Good”, „All My Loving”, „You Really Got Me”, „In the Midnight Hour”. Od innych zespołów różnili się tym, że w repertuarze mieli także takie jazzowe kompozycje jak „Mr Syms” Johna Coltrane’a, „Don't Get Around Much More” Duke’a Ellingtona, „Friday the 13th” Theloniousa Monka. Trzeci element repertuaru stanowiły ich własne kompozycje, np. „Hope for Happiness” Briana Hoppera, „Memories” i „Have You Ever Been Blue?” Hugh Hoppera
Grupa zadebiutowała 15 stycznia 1965 r. w „Bear and Key Hotel” w Whitstable. Ich długie włosy spowodowały, że zostali wyrzuceni z pubu, co odnotowała lokalna prasa.
W marcu 1965 r. odszedł z zespołu Kevin Ayers. W jego miejsce został przyjęty wokalista Graham Flight grający na harmonijce ustnej i fan Boba Dylana.
Gdy Wilde Flowers zaczęli coraz bardziej skłaniać się do grania jazzu, we wrześniu postanowił opuścić zespół gitarzysta Richard Sinclair, który rozpoczął studia projektowania przemysłowego w Canterbury College of Art. Równocześnie odszedł także Flight, który skłaniał się do śpiewania bluesa. Nowym wokalistą Wilde Flowers został Robert, a jego miejsce za perkusją zajął Richard Coughlan (kuzyn Pam, dziewczyny Roberta). Zespół chciał podążyć drogą wytyczoną przez takie grupy i muzyków jak Spencer Davis Group, Manfred Mann, Zoot Money i Georgie Fame. Nie mogli jednak znaleźć odpowiedniego organisty.
Mniej więcej w tym czasie, gdy nowa grupa Daevida Allena Mister Head zwerbowała Roberta na pozycję perkusisty i wokalisty (Robert przez jakiś czas działał w obu zespołach), Wilde Flowers odkryli, że zaprzyjaźniony z nimi gitarzysta Julian „Pye” Hastings potrafi także śpiewać. Ponieważ przypuszczali, że Robert jednak odejdzie z ich grupy, zaproponowali wstąpienie do zespołu Hastingsowi, który chętnie wyraził zgodę. Robert prawdopodobnie przeszedł całkowicie do Mister Head w sierpniu 1966 r.
Zespół przetrwał do października 1967 r. Dave Sinclair, Pye Hastings i Richard Coughlan sformowali zespół Caravan, a Brian Hopper – Zobe.
Zespół odbył kilka sesji nagraniowych. Ich wyniki zostały wydane na cyfrowym albumie The Wilde Flowers w 1994 r.

#### Norman & Robert
W lipcu 1965 r. Norman Hale, były wokalista i pianista zespołu Tornados, który miał wielki przebój „Telstar” w 1962 r., zaproponował Robertowi występy w duecie. Robert się zgodził i do końca 1965 r. grał zarówno w Wilde Flowers jak i w duecie. Ich repertuar stanowiły jazzujące wykonania standardów. Obaj byli niebieskookimi blondynami, co przyczyniło się do ich popularności.

#### Mister Head
W maju 1966 r. Daevid Allen zaczął organizować nowy zespół. Pierwszym muzykiem, którego przyjął był Kevin Ayers jako gitarzysta rytmiczny. Daevid skontaktował się z Hugh Hopperem, ale ten odmówił. Gilli Smyth przyprowadziła kalifornijskiego gitarzystę Larry’ego Nowlina. Daevid postanowił zatem grać na gitarze basowej. W całym Canterbury był tylko jeden perkusista, który nadawał się do gry w nowym zespole, i był nim Robert Wyatt. Ponieważ Wilde Flowers koncertowali niezbyt często, a Norman & Robert rozwiązali się, Robert postanowił być perkusistą w obu zespołach. Mimo że nie było to korzystne dla rozwoju Wilde Flowers, nie doszło do wrogości między oboma zespołami. Nawet odbyło się kilka wspólnych jamów, a Mister Head włączył do swojego repertuaru kompozycje Hopperów.
W drugiej połowie 1966 r. grupa straciła domek, w którym mieszkali i przeprowadzali próby. Cały zespół (oprócz Larry’ego Nowlina) wraz z dziewczynami muzyków i sprzętem wprowadził się do domu matki Roberta.
W październiku 1966 r. za namową Roberta, któremu zależało na pogłębieniu brzmienia grupy, został przyjęty do zespołu jako klawiszowiec Mike Ratledge, który zakończył już swoje studia na Oxfordzie. Zespół także na podstawie kompozycji Ayersa, podpisał umowę z Chasem Chandlerem, który po rozwiązaniu The Animals z gitarzysty basowego stał się producentem i menedżerem. Zaczął od odkrycia Jimiego Hendriksa.
Ponieważ zespołowi podobał się radykalizm powieści Williama Burroughsa, który miał korespondować z radykalizmem ich muzyki, po uzyskaniu od niego zgody Mister Head zmienił nazwę na Soft Machine.

#### Amazing Band
Wiosną 1970 r. Robert na zasadzie tymczasowości związał się improwizującym zespołem Amazing Band. Septet ten składał się (oprócz Roberta) z następujących muzyków: Mal Dean – trąbka; Rab Spall – skrzypce; Miriam Spall – śpiew; Mick Brannan – saksofon altowy; Anthony 'Top' Topham – gitara (były muzyk zespołu The Yardbirds); Jim Mullen – kontrabas.
Grupa wykonywała improwizowaną muzykę pod wielkim wpływem Ornette’a Colemana, ale byli otwarci na wszelkie inne wpływy. Jak wspomina Mick Brennan nie byliśmy wirtuozami, ale nie był nim także Thelonious Monk. Nie byliśmy purystami.
Grupa ta z Robertem wystąpiła kilkakrotnie, dokonała także niewydanych nagrań. Wkrótce Roberta zastąpił stały perkusista Ken Hyder.

#### Centipede
Pod koniec 1970 roku Robert zaangażował się w największy projekt muzyczny – w 50-osobową orkiestrę Centipede sformowaną przez pianistę, lidera i kompozytora Keitha Tippetta. Celem – oprócz koncertów – było przede wszystkim nagranie 2-godzinnej suity Tippetta Septober Energy.
Grupa koncertowała w Wielkiej Brytanii i Europie kontynentalnej. Podwójny album został wydany w 1971 r.

#### Symbiosis
W Centipede Robert spotkał saksofonistę Gary’ego Windo, który razem z młodym gitarzystą Steve’em Florence’em pragnął założyć zespół. Gary powstały sekstet nazwał Symbiosis.
Składał się z następujących muzyków: Gary Windo – saksofon; Steve Florence – gitara; Mongezi Feza – trąbka; Nick Evans – puzon; Roy Babbington – gitara basowa; Robert Wyatt – perkusja. Jednak z reguły grupa nie miała stałego składu i grali w niej po prostu muzycy, którzy akurat mieli wolny czas lub znajdowali się na sali podczas ich występu. Często dołączał do zespołu Keith Tippett i wspierał muzykę grupy grą na elektrycznym pianinie.
Zespół nigdy nie miał żadnej próby. Muzycy wychodzili na scenę i grali improwizowaną i dość zdezintegrowaną muzykę.

### Soft Machine 1966–1971

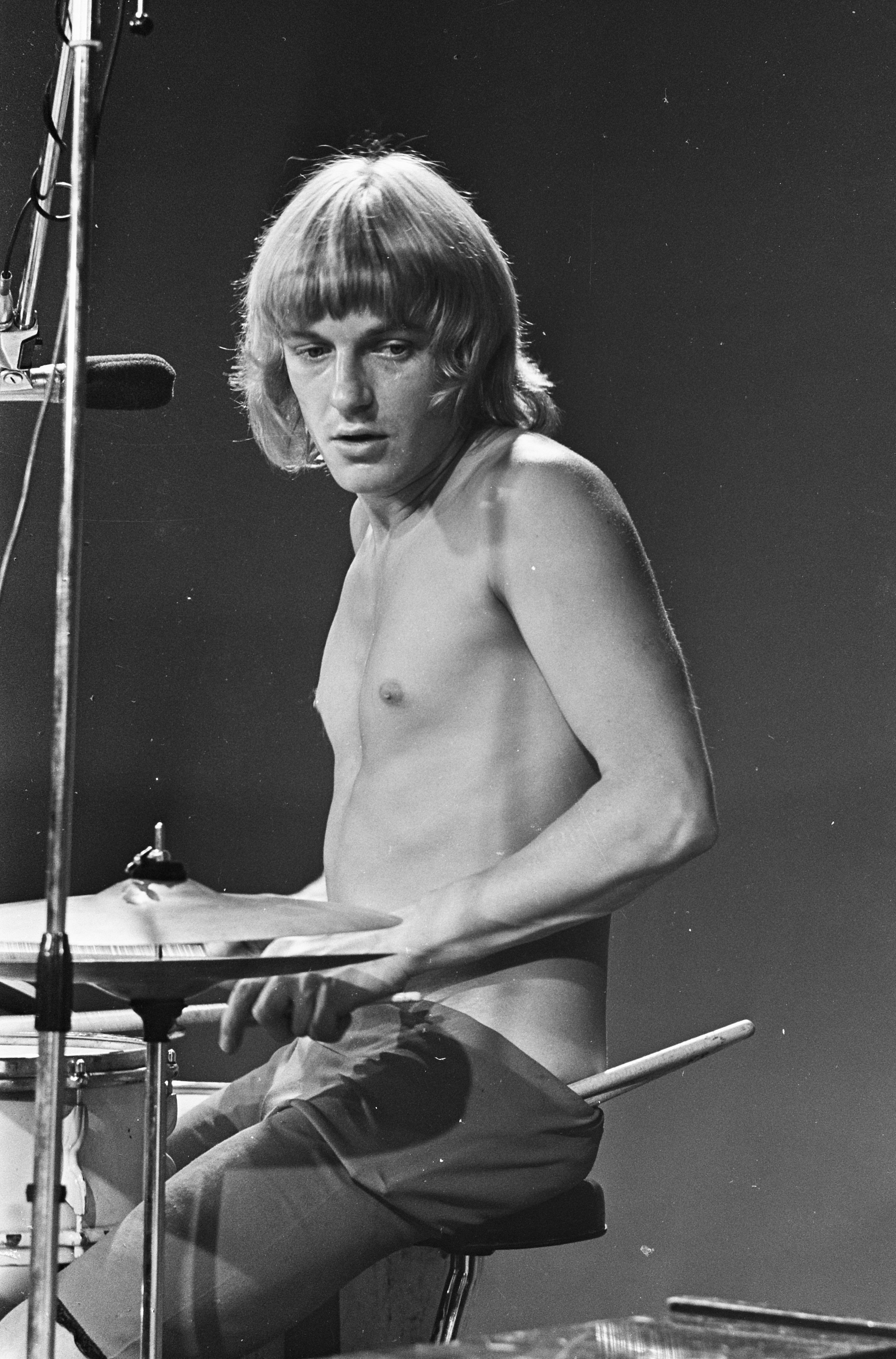
Wyatt na występie dla holenderskiej telewizji VPRO-TV, wrzesień 1967

Robert Wyatt był członkiem The Soft Machine od sierpnia 1966 r. do września 1971 r. Zespołowi przyszło działać w najbardziej rewolucyjnym i kreatywnym momencie w historii muzyki rockowej. Soft Machine w pełni ten moment wykorzystali i, co więcej, jako jeden z kilku zespołów okres ten także zdefiniowali. Muzycy zespołu wywodzili się ze średniej warstwy społecznej, byli niezwykle oczytani, biegli w tzw. wysokiej kulturze, świetnie się uczyli i wszelkie najlepsze brytyjskie uniwersytety stały przed nimi otwarte na ich przyjęcie. Jednak oni odrzucili to wszystko i zajęli się muzyką wykorzystując swoją wiedzę i umiejętności w niezwykle kreatywny sposób. Dziennikarz muzyczny Ian McDonald napisał: Oni byli w wielkim stopniu najbardziej inteligentnymi i wykształconymi ludźmi na angielskiej rockowej scenie. Robert i Mike potrafili godzinami mówić zajmująco i informująco o wszystkim, od współczesnej sztuki do polityki i free jazzu.
Robert z Kevinem Ayersem, po doświadczeniach wyniesionych z Wilde Flowers, wiedzieli, że trzymanie się standardowych form nie doprowadzi nowego zespołu nigdzie. Z kolei Mike Ratledge był muzykiem wykształconym klasycznie, więc nie miał w ogóle żadnych przyzwyczajeń ani punktu odniesienia, gdyż właściwie nigdy nie grał ani rocka, ani popu. Daevid Allen natomiast w ogóle nigdy nie czuł żadnego związku z rock and rollem i muzyką, która nawet w najmniejszym stopniu nawiązywałaby do konwencjonalnej popularnej muzyki. Co więcej był wówczas jedynym gitarzystą, który nie naśladował wielkich gitarzystów bluesowych, chociaż nie był zbytnio sprawnym muzykiem, co jeszcze bardziej uwidoczniło się po odkryciu Jimiego Hendriksa.
Dwoma głównymi siłami napędowymi zespołu w początkowym okresie byli Daevid Allen i Robert. O poglądach Roberta na muzykę można się dowiedzieć z jego artykułu „Music or Noise?” (pol. Muzyka czy hałas?)
We wrześniu 1967 r. Allen na skutek problemów wizowo–paszportowych nie został wpuszczony z Francji (gdzie zespół koncertował) do Wielkiej Brytanii. W tym okresie Robert po raz pierwszy mógł grać na pełnym zestawie perkusyjnym Premier: jeden bęben basowy, dwa tom tomy, werbel, dwa talerze i hi-hat. Jednak natychmiast po powrocie z Francji dokupił drugi bęben basowy.
Amerykańskie tournée Soft Machine po USA (byli grupą wspierającą Jimi Hendrix Experience) miało olbrzymi wpływ na Roberta. Pod wpływem Noela Reddinga i Mitcha Mitchella zaczął pić alkohol do całkowitej utraty świadomości i stał się dość trudnym człowiekiem. Redding myślał o odejściu od Hendriksa i pragnął założyć nowy zespół z Robertem, ale ostatecznie z planów tych nic nie wyszło.
W nieco ponad rok później z zespołu odszedł Kevin Ayers. Praktycznie Soft Machine rozpadli się i dopiero decyzja firmy Probe, która postanowiła wydać drugi album grupy, zmusiła Roberta i Ratledge’a do ponownego zorganizowania zespołu. Stało się to w lutym 1969 r., gdy udało się im zwerbować Hugh Hoppera jako basistę. Robert obok funkcji perkusisty stał się także jedynym wokalistą zespołu. Skupił się także na pisaniu tekstów do muzyki komponowanej przez siebie, Hoppera i Ratledge’a.
Od czerwca 1969 r. zespół dość regularnie brał udział w sesjach dla BBC, a także dla Johna Peela. Peel zaaprobował grupę całkowicie i miał także bardzo pozytywną opinię o Robercie Szczerze mówiąc, szczególnie lubiłem śpiewanie Roberta oraz także [grupę], kiedy zaczęli grać bardziej jazzowo.
Robert był także pomysłodawcą wprowadzenia do zespołu sekcji instrumentów dętych, po usłyszeniu na Ninth National Jazz, Blues and Pop Music Festival w Plumpton 8 sierpnia 1969 r. Keith Tippett Jazz Group.
W 1970 r. zespół osiągnął szczyt kreatywności. Doszło także do rozdźwięku pomiędzy Robertem a zespołem odnośnie do kierunku muzycznego rozwoju Soft Machine. Robert chciał rozwijać dotychczasowy styl z jazzującymi partiami wokalnymi, szalonymi pomysłami i skłaniający się ku rockowi, natomiast reszta zespołu pragnęła grać instrumentalny jazz. Problem ten najmocniej się wyraził podczas nagrywania trzeciego albumu zespołu, kiedy reszta zespołu odmówiła udziału w nagraniu kompozycji Roberta Moon in June do jego własnego wiersza. W rezultacie Robert musiał nagrać samemu 10 pierwszych minut utworu na perkusji, gitarze basowej i instrumentach klawiszowych, a reszta ostatecznie powstała przy pomocy Ratledge’a i Hoppera.
Robert przestał być napędową siłą zespołu i coraz częściej dołączał do innych grup i brał udział w cudzych projektach. Postanowił także nagrać swój pierwszy solowy album. The End of an Ear ukazał się w drugiej połowie 1970 r.
28 lutego 1971 r. ukazał się czwarty album Soft Machine przyjęty bardzo dobrze przez krytykę. Był to ostatni album nagrany przez Roberta z Soft Machine.
Podczas tournée po USA Robert miał już tak dość występów z grupą, że przestawał grać na perkusji w połowie koncertu i wychodził, aby po jakimś czasie znowu zasiąść za instrumentem. W końcu reszta muzyków zmusiła go do odejścia z zespołu. Około września 1971 r. Robert przestał być członkiem zespołu.

### Inne projekty w latach 1966–1971

#### 1966
- lato – sesje Kevina Ayersa (utwory pokazowe). Nieznane studio.

Kevin Ayers: gitara rytmiczna; Larry Nowlin: gitara; Daevid Allen: gitara basowa, śpiew; Robert Wyatt: perkusja, śpiew;
„Contusions”, „Another Lover Has Gone"
- 2 listopada – sesje Jimiego Hendriksa.

Jimi Hendrix: gitara, śpiew; Noel Redding: gitara basowa;, Mitch Mitchell: perkusja; Kevin Ayers i Robert Wyatt: śpiew towarzyszący
„Stone Free” (niewydana pokazówka)
- jesień – nienazwany zespół, „Spontaneous Underground” w klubie Marquee

Mal Dean: trąbka; Rab Spall: skrzypce; John Surman: saksofon sopranowy; Robert Wyatt: perkusja; reszta muzyków nieznana

#### 1967
- 28 stycznia – „The Electric Poets” w Roundhouse

Daevid Allen: gitara, głos, taśma; Gilli Smyth: głos; Robert Wyatt: perkusja.
- styczeń (?) – sesje Jimiego Hendriksa, w nieznanym studiu

Jimi Hendrix: gitara, gitara basowa, śpiew (?); Robert Wyatt: perkusja, śpiew (?)
„Fluffy Turkeys” (pokazówka)
- marzec – nienazwana grupa; „Destruction in Arts Symposium” w Instytucie Sztuki Współczesnej

Mal Dean: trąbka; Rab Spall: skrzypce; Dave Tomlin: saksofon; Evan Parker: saksofon; George Khan: saksofon; Kevin Ayers: gitara basowa; John Steven: perkusja; Laurie Allen: perkusja; Glenn Sweeney: perkusja; Robert Wyatt: perkusja
- 15 grudnia – The Jimi Hendrix Experience, Playhouse Theatre; nagrania dla programu BBC „Top Gear"

Jimi Hendrix: gitara, śpiew; Noel Redding: gitara basowa, śpiew towarzyszący (1, 2, 5); Mitch Mitchell: perkusja, śpiew towarzyszący (2, 5); Robert Wyatt: śpiew towarzyszący (1); spekuluje się na temat gry Roberta na tamburynie w utworze 4
1. „Day Tripper”, 2. „Spanish Castle Magic”, 3. „Radio One Jingle”, 4. „Getting My Heart Back Together Again”, 5. „Wait Until Tomorrow".
- połowa grudnia – Francois Bayle. Studia O.R.T.F w Paryżu; nagrywanie taśmy „The Acoustical Experience"

Francois Bayle: wszystkie instrumenty, elektronika; Robert Wyatt: śpiew w utworze „It"

#### 1968
- 8 sierpnia – klub „The Scene”, Nowy Jork, „jam session"

Larry Coryell: gitara; Jeremy Steig: flet; Noel Redding: gitara basowa; Robert Wyatt: perkusja
- 9 sierpnia – Noel Redding. Studio Record Plant, Nowy Jork. Sesja dla utworów pokazowych Reddinga

Detale nieznane. Redding wspomina, ze Robert wziął udział w nagraniu dwóch utworów.
- 3 października – Eire Apparent. Studio T.T.G. w Hollywood. Sesje do albumu Sunrise

Ernie Graham: gitara rytmiczna, śpiew; Eric Stewart: gitara basowa; David Lutton: perkusja; Jimi Hendrix: gitara; Noel Redding i Robert Wyatt: śpiew towarzyszący w utworze „The Clown"”.
Album wydany w maju 1969
- październik – Eric Burdon and the Animals. Studio T.T.G. w Hollywood. Sesje dla albumu Love Is.

Eric Burdon: śpiew; Zoot Money: instrumenty klawiszowe, śpiew towarzyszący; Andy Summers: gitara; John Weider: gitara basowa; Barry Jenkins: perkusja; Robert Wyatt: śpiew towarzyszący w „River Deep, Mountain High”.
Album wydany w 1969 r.
- październik – Robert Wyatt. Studio T.T.G. w Hollywood. Sesje dla pokazówki utworu „Slow Walkin’"

Robert Wyatt: perkusja, pianino, organy, śpiew; Jimi Hendrix: gitara basowa
Utwór wydany na CD Calling Long Distance 27 listopada 1992
- 10 listopada – Larry Coryel. Klub „The Village Vanguard”, Nowy Jork

Larry Coryell: gitara; Miroslav Vitouš: kontrabas; Robert Wyatt: perkusja
- listopad – Robert Wyatt. Studio Record Plant(?), Nowy Jork; sesje dla „Moon in June” i „Rivmick Melodies"

Robert Wyatt: śpiew, perkusja, organy, pianino, pianino elektryczne, flexitones
- 28 grudnia – klub Roundhouse; „Super Star Jam Session"

Zoot Money: organy, pianino elektryczne, śpiew; Andy Summers: gitara; Hugh Hopper: gitara basowa; Robert Wyatt: perkusja

#### 1969
- 3 maja – Syd Barrett. Studio Abbey Road. Sesje do albumu The Madcap Laughs

1. „No Good Trying”. 2. „Love You”. 3. „Clowns and Jugglers”
Syd Barrett: gitara, śpiew; Mike Ratledge: organy/pianino (2); Hugh Hopper: gitara basowa; Robert Wyatt: perkusja, tamburyn (3)
Utwór 3. został wydany na albumie Opel w październiku 1988 r.
- 6 sierpnia – Hugh i Brian Hopperowie. Studio Regent Sound. Sesje dla utworów pokazowych (dla wydawcy).

Brian Hopper: gitara, saksofon sopranowy (1); Pye Hastings: gitara (3, 4), śpiew (3); Kevin Ayers: organy (1); Mike Ratledge: organy (1, 2), pianino (2), flet (1); Hugh Hopper: gitara basowa; Robert Wyatt: perkusja/śpiew/tekst (4)
1. „The Big Show”; 2. „Memories”; 3. „She Loves to Hurt”; 4. „Impotence”;
Utwory wydane na CD firmy Voiceprint VP 123
- Lato – Kevin Ayers. Studio Abbey Road. Sesje do albumu Joy of a Toy

Kevin Ayers: śpiew, gitara, gitara basowa, pianino; David Bedford: pianino, aranżacje; Rob Tait: perkusja; Mike Ratledge: organy, pianino, flet; Hugh Hopper: gitara basowa; Robert Wyatt: perkusja, tamburyn
Album został wydany w listopadzie 1969
- Wrzesień – Kevin Ayers. Studio Abbey Road. Sesje do singla „Soon Soon Soon”.

Kevin Ayers: śpiew, gitara, gitara basowa; David Bedford: pianino; The Ladybirds: chórki; Whack Skins (pseudonim Roberta Wyatta): perkusja
utwór wydany na albumie Odd Ditties wydanym w lutym 1976 r.

#### 1970
- 10 lutego – Kevin Ayers. Maida Vale, BBC, nagrania do programu Top Gear.

Kevin Ayers: śpiew, gitara; David Bedford: elektryczne pianino (2), pianino (1, 3); Mike Ratledge: organy (1, 3); Lol Coxhill: saksofon sopranowy (1, 2, 3); Elton Dean: saksofon altowy (1, 3); Lyn Dobson: flet (3), saksofon sopranowy (1), harmonijka ustna (1); Nick Evans: puzon (1, 3)' Hugh Hopper: gitara basowa (1, 3); Robert Wyatt: perkusja (1, 3), pianino (2), trąbka (4), śpiew towarzyszący (2, 3, 5)
1. „Stop This Train”, 2. „Clarence in Wonderland”, 3. „Why Are We Sleeping?”, 4. „The Oyster and the Flying Fish”, 5. „Hat Song"
Program został wyemitowany 28 lutego
- 31 maja – Robert Wyatt and Friends. Koncert w Country Club. Szczegóły nieznane
- 25 czerwca – Amazing Band. Występ w Mercury Theatre

Mick Brannan: saksofon; Mal Dean: trąbka; Rab Spall: skrzypce; Top Topham: gitara; Jim Mullen: kontrabas; Miriam Spall: śpiew; Robert Wyatt: perkusja
- czerwiec – Amazing Band. Występ w The Crypt.
- czerwiec – Amazing Band. Pathway Studios. Sesja nagraniowa

Mick Brannan: saksofon altowy, pianino (2); Mal Dean: trąbka; Veleroy Rab Spall: skrzypce, akordeon, flet (1); Jim Mullen: kontrabas, harmonijka (1); Miriam Spall: śpiew; Robert Wyatt: perkusja, głos, syntezator (2)
1. „Road Pt I”, 2. „Road Pt II"
- 18 lipca – The Whole World (grupa Ayersa). Blackhill’s Garden Party, Hyde Park, Londyn.

Kevin Ayers: gitara, śpiew; David Bedford: pianino; Mike Oldfield: gitara basowa; Lol Coxhill: saksofon; Robert of Dulwich (Robert Wyatt): perkusja
Fragment improwizacji z tego koncertu ukazał się na albumie Coxhilla Ear of the Beholder wydanym w czerwcu 1971
- 19 lipca – The Whole World. Występ w klubie Roundhouse
- 25 lipca – The Whole World. „Phun City” Ecclesden Common, Patching (3-dniowy festiwal)
- 30 lipca – The Whole World. „VPRO Pikink” Gemeendecentrum, Drijbergen, Holandia
- 1 sierpnia – The Whole World. Vondelpark, Amsterdam, Holandia
- 5 sierpnia – The Whole World. „Le Corps de Pops”, Bitot, Francja
- 7 sierpnia – The Whole World. Lloret De Mar, Barcelona, Hiszpania
- 8 sierpnia – The Whole World. Paradiso, Amsterdam, Holandia
- 26 września – London Sinfonietta. Queen Elizabeth Hall.

The London Sinfonietta; David Atherton: dyrygent; David Bedford: organy, elektryczne pianino; Kevin Ayers: gitara, śpiew; Lol Coxhill: saksofon sopranowy, saksofon tenorowy; Mike Oldfield: gitara basowa; Robert Wyatt: perkusja, instrumenty perkusyjne.
Wykonano kompozycję Bedforda do wiersza Williama Blake’a „The Garden of Love”.
Program wyemitowano 20 października przez BBC Radio 3 w programie „Music in Our Time"
- wrzesień – Keith Tippett Group. Phillipps Studios. Sesje do albumu Dedicated to You But You Weren't Listening

Keith Tippett: pianino, elektryczne pianino; Elton Dean: saksofon altowy, saksello; Marc Charig: kornet; Nick Evans: puzon; Gary Boyle: gitara; Neville Whitehead: kontrabas; Roy Babbington: kontrabas, gitara basowa; Tony Uta: kongi; Brian Spring: perkusja; Phil Howard: perkusja; Robert Wyatt: perkusja
Album został wydany w styczniu 1971
- 12 listopada – The Whole World. Lyceum
- 20 listopada – Centipede. „Arts Festival”, Alhambra Théâtre, Bordeaux, Francja
- 21 listopada – Centipede. „Arts Festival”, Alhambra Théâtre, Bordeaux, Francja
- 5 grudnia – Symbiosis. Bedford College

Gary Windo: saksofon; Steve Florence: gitara; Mongezi Feza: trąbka; Nick Evans: puzon; Roy Babbington: gitara basowa; Robert Wyatt: perkusja
- 11 grudnia – Symbiosis. Red Cow, Cambridge
- 27 grudnia – Soft Robert. Klub Roundhouse

Soft Robert był inną nazwą dla Symbiosis

#### 1971
- 5 stycznia – Symbiosis. Klub „U Ronniego Scotta” (Ronnie Scott’s)
- 11 stycznia – Symbiosis. Maida Vale, nagrania dla programu BBC „Top Gear"

1. „NTU”; 2. „Volume 4: Bebop”; 3. „Aura” (wariacje na bas); 4. „Standfast”;
Gary Windo: saksofon tenorowy (1, 2, 4), flety (3, 4); Steve Florence: gitara (3, 4); Mongezi Feza: trąbka (1, 4), flety (3, 4); Nick Evans: puzon (2, 4); Roy Babbington: gitara basowa (3, 4); Robert Wyatt: perkusja (4), instrumenty perkusyjne (3)
Program został wyemitowany 30 stycznia
- Styczeń – Daevid Allen. Marquee Studios. Sesje do albumu Banana Moon.
- 6 lutego – Symbiosis. University College
- 7 lutego – Symbiosis. Roundhouse
- 12 lutego – Symbisis. Politechnika w Portsmouth.
- 13 lutego – Symbiosis. Bedford College
- 14 lutego – Symbiosis. Country Club
- Luty – Daevid Allen. Marquee Studios. Sesje do albumu Banana Moon.

1. „Fred the Fish”; 2. „Stoned–Innocent Frankenstein"
Daevid Allen: gitara, śpiew; Archie Legget: gitara basowa; Robert Wyatt: perkusja, śpiew; Goście: Gilli Smyth, Gary Wright i Gerry Fields.
Album został wydany latem we Francji
12 czerwca – Centipede. Doelen, Rotterdam, Holandia
- Od 16 do 19 czerwca – Centipede. Wessex Studios. Sesje do albumu Septober Energy.
- 18 lub 19 września – Gong. Seloncourt, Francja.

Daevid Allen: gitara, śpiew; Gilli Smyth: kosmiczny szept; Didier Malherbe: saksofon altowy, saksofon sopranowy, flet, instrumenty perkusyjne; Christian Tritsch: gitara basowa; Pip Pyle: perkusja; Robert Wyatt: instrumenty perkusyjne
- Jesień – Gary Windo i Robert Wyatt. Klub „U Ronniego Scotta” (Ronnie Scott’s)
- Jesień – Amalgam. Towne and Country

Trevor Watts – Amalgam. Trevor Watts: saksofon altowy; John Stevens: perkusja; Robert Wyatt: perkusja (inni muzycy nieznani)
- Jesień – Kevin Ayers. Studio Abbey Road. Sesje do albumu Whatevershebringswesing

Kevin Ayers: śpiew, gitara, pianino (?); Mike Oldfield: gitara basowa, gitara; David Bredford: organy, pianino; Dave Dufort: perkusja. Robert Wyatt: drugi wokal w tytułowej piosence.
- 14 października – Centipede. Royal Albert Hall, Londyn

Keith Tippett: pianino, Roy Babbington: kontrabas; Jeff Clyne: kontrabas; John Marschall: perkusja; Robert Wyatt: perkusja; Ian Carr: trąbka; Mark Charig: trąbka; Mongezi Feza: trąbka; Ollie Halsall: gitara; Brian Godding: gitara, Nick Evans: puzon; Paul Rutherford: puzon; Karl Jenkins: saksofon, Brian Smith: saksofon; Gary Windo: saksofon; Alan Skidmore: saksofon; Dudu Pukwana: saksofon; Maggie Nicols: śpiew; Julie Tippetts: śpiew; Zoot Money: śpiew; Mike Patto: śpiew;
- 15 października – Kevin Ayers, Daevid Allen and Gong. Koncert w City University

Wyatt dołączył w ostatnim utworze
- 17 października – Robert Wyatt and Friends. „GAP Benefit”, Bumpers

Gary Windo: saksofon tenorowy; Mongezi Feza: trąbka kieszonkowa; Neville Whitehead(?): gitara basowa; Robert Wyatt: perkusja.
- 24 października – Kevin Ayers, Daevid Allen and Gong. Koncert w „Roundhouse"
- Koniec października – Don „Sugarcane” Harris. Tonhalle, Düsseldorf, Niemcy

Robert został zaproszony przez Joachima Berendta do zespołu akompaniującego muzykom na corocznym Berlin Jazz Festival. Grupa ta w ramach przygotowań odbyła krótkie tournée po Niemczech:
Don „Sugarcane” Harris: skrzypce; Wolfgang Dauner: instrumenty klawiszowe; Neville Whitehead: bas; Robert Wyatt: perkusja.
- Koniec października – Don „Sugarcane” Harris. Frankfurt, Niemcy
- Początek listopada – The Gary Burton Quartet. Berlin Jazz Festival, Filharmonia Berlińska, Berlin, Niemcy

Gary Burton: wibrafon; Terje Rypdal: gitara; Neville Whitehead: bas; Robert Wyatt: perkusja
- 4 listopada – Don „Sugarcane” Harris. Berlin Jazz Festival, Filharmonia Berlińska, Berlin, Niemcy

Don „Sugarcane” Harris: skrzypce; Wolfgang Dauner: instrumenty klawiszowe; Terje Rypdal lub Volker Kriegel: gitara; Neville Whitehead: bas; Robert Wyatt: perkusja
- 7 listopada – Don „Sugarcane” Harris. Berlin Jazz Festival, Filharmonia Berlińska, Berlin, Niemcy

skład jak powyżej, ale z innym gitarzystą.
Nagrania te zostały wydane na albumie Dona „Sugarcane” Harrisa Got the Blues wydanym w 1972 r.
7 listopada – Violin Summit. Berlin Jazz Festival, Filharmonia Berlińska, Berlin, Niemcy
Jean-Luc Ponty: skrzypce (Francja); Don „Sugarcane” Harris: skrzypce (USA); Michał Urbaniak: skrzypce (Polska); Nipso Branter: skrzypce (Austria); Wofgang Dauner: instrumenty klawiszowe (Niemcy); Terje Rypdal: gitara (Norwegia); Neville Whitehead: bas (Nowa Zelandia); Robert Wyatt: perkusja (Wielka Brytania)
Koncert został sfilmowany przez niemiecką TV
Nagrania ukazały się na podwójnym albumie New Violin Summit w 1972.
- 13 listopada – Symbiosis. Bedford College. Wielka Brytania
- 20 listopada – Paul Bley Trio. Country Club. Wielka Brytania

Paul Bley: pianino; Annette Peacock: syntezator i głos; Daryl Runswick: bas; Robert Wyatt: perkusja, głos
- 10 grudnia – A Quartet. Country Club.

Keith Tippett: pianino; Elton Dean: saksofon altowy, saksello; Neville Whitegead: kontrabas; Robert Wyatt: perkusja
Miał to być koncert Symbiosis, ale Gary Windo nie mógł wystąpić
- 19 grudnia – Centipede. Rainbow Theatre. Londyn.

### Robert Wyatt. Od 1971
Przez kilka miesięcy Robert angażował się przeważnie w cudze projekty. W październiku 1971 r. założył wreszcie swój zespół Matching Mole. Według słów Roberta, miał to być zespół, który będzie wykonywać „proste piosenki”.

#### Matching Mole
Nazwa zespołu była nieco przekręconym francuskim tłumaczeniem „Soft Machine” – Machine Molle.
Skład zespołu był następujący: Robert Wyatt: perkusja, śpiew; David Sinclair: instrumenty klawiszowe (uprzednio grał w Wilde Flowers i Caravan); Phil Miller: gitara (uprzednio grał w Delivery i Dyble, Coxhill & the Miller Brothers); Bill MacCormick: gitara basowa (uprzednio w Quiet Sun).
29 i 30 grudnia odbyły się w nieczynnych CBS Studios sesje nagraniowe do pierwszego albumu zespołu zatytułowanego Matching Mole. Były one kontynuowane do 14 stycznia. Album został wydany 14 kwietnia 1972 r. W nagraniach pomagał Dave MacRae na elektrycznym pianinie.
W sierpniu 1972 r. rozpoczęły się sesje nagraniowe do drugiego albumu grupy Litle Red Record. Został on wydany 27 października.
We wrześniu 1972 r. Matching Mole rozwiązał się.

#### Robert Wyatt solo
Do końca 1972 r. Robert działał zarówno pod swoim nazwiskiem jak i dołączał do innych artystów; m.in. wspierał wokalnie i zespół Hatfield and the North.
Zimą 1972 r. towarzyszka życia Roberta – Alfreda Benge (Alfie) (urodzona w Austrii, ale właściwie polska góralka) – razem z Julie Christie udała się do Wenecji, gdzie Nicolas Roeg okręcił film z Christie Don't Look Now. Alfreda namówiła Roberta do wyjazdu. Jednak 14 lutego Robert wrócił do Anglii wezwany przez Billa MacCormicka, który pragnął reaktywacji Matching Mole. Na razie rozpoczęli projekt kwartetu: Gary Windo: saksofon tenorowy; Dave MacRae: instrumenty klawiszowe; Ron Mathewson: kontrabas; Robert Wyatt: perkusja, śpiew. Zespół ten dokonał kilku nagrań i kilkakrotnie wystąpił, m.in. w klubie „Ronnie Scott’s”.
Na wiosnę jednak ustalono, że kwartet będzie nosił nazwę Matching Mole. Składał się on z tych samych muzyków, oprócz gitarzysty basowego; Mathewson został zastąpiony przez Francisa Monkmana, byłego muzyka m.in. Curved Air. Robert jednak myślał o dodaniu gitarzysty, którym miał być Fred Frith, muzyk grupy Henry Cow. Frith zawsze pragnął grać z Wyattem i praktycznie wyraził zgodę, jednak ostatecznie pozostał w swoim dotychczasowym zespole (po jego sprzeciwie).
1 czerwca z okazji urodzin Gilli Smyth odbyło się przyjęcie urodzinowe w czasie którego Robert wypadł z okna, łamiąc 12 krąg kręgosłupa i nogę. Został sparaliżowany od pasa w dół. O wypadku powiedział: Oto jak wydarzył się wypadek: po kolei, wino, whisky, Southern Comfort i następnie okno. Doktor był zdziwiony. Powiedział: „Musiałeś być naprawdę pijany by spaść w taki zrelaksowany sposób”. Gdybym był trochę trzeźwiejszy, prawdopodobnie nie byłoby mnie tutaj”.
Ze szpitala został zwolniony w listopadzie. Aby wspomóc Roberta i jego żonę Alfredę finansowo, grupy Pink Floyd i Soft Machine dały dwa wspólne benefisowe koncerty, z których dochód został przekazany Robertowi. Julie Christie kupiła im dom przystosowany do wózka inwalidzkiego. Sam Robert wypadek przyjął zupełnie naturalnie, traktując go jako granicę pomiędzy jego dawnym, niedojrzałym, pełnym ekscesów życiem, a obecnym, w pełni dojrzałym. W swoich wypowiedziach podkreślał, że w ogóle nie czuje jakiejkolwiek więzi z dawnym Robertem.
Niepełnosprawność nie powstrzymała Roberta przed dalszym kontynuowaniem kariery muzycznej. Chociaż nie mógł już być perkusistą, stał się przede wszystkim wokalistą grającym na wszelkich instrumentach klawiszowych, trąbce i instrumentach perkusyjnych.
26 lipca 1974 r. ukazał się drugi solowy album artysty Rock Bottom, który w większości poświęcony jest żonie Roberta – Alfredzie.
6 września 1974 r. ukazał się singiel Roberta „I’m Believer/Memories”. Był to największy przebój Wyatta.
8 września odbył się pierwszy powypadkowy koncert Wyatta w Theatre Royal Drury Lane. Był wspierany przez takich muzyków jak Dave Stewart (instrumenty klawiszowe), Hugh Hopper (bas), Laurie Allan (perkusja), Fred Frith (gitara, skrzypce, altówka), Mike Oldfield (gitara), Julie Tippetts (wokal), Gary Windo (klarnet basowy, saksofon tenorowy), Mongezi Feza (trąbka) i Nick Mason (perkusja). Największe problemy wyniknęły z powodu Nicka Masona, gdyż nie potrafił on zagrać bardziej skomplikowanych rytmów (np. 7/4). Koncert ten ukazał się na CD dopiero w 2005 r.
W corocznej ankiecie tygodnika Melody Maker za rok 1974, Robert Wyatt w kategorii „Najlepszy międzynarodowy wokalista” zdobył drugie miejsce (za Leonem Thomasem) i także miejsce drugie (za George’em Mellym) w kategorii „Najlepszy brytyjski wokalista”. Album Rock Bottom zdobył w Paryżu Grand Prix Charles Cros jako „rockowa płyta roku”.
30 maja 1975 r. ukazał się trzeci solowy album Wyatta Ruth Is Stranger That Richard.
W maju i czerwcu Robert koncertował wspólnie z grupą Henry Cow. Plonem są wspólne nagrania koncertowe.
W grudniu tego samego roku Robert złamał ponownie nogę, gdy zawaliło się pod nim krzesło. W tym samym czasie umarł w innym szpitalu jego przyjaciel-muzyk, trębacz Mongezi Feza pochodzący z Afryki Południowej.
W 1977 r. Robert poczuł się całkowicie ubezwłasnowolniony nieustannymi zaproszeniami na sesje innych muzyków. Zaczął odmawiać, a odzyskany czas postanowił przeznaczyć na uzupełnienie swojego wykształcenia, głównie na Otwartym Uniwersytecie. Okres ten trwał do końca 1979 r.
Mniej więcej w tym okresie Robert Wyatt zaczął przechodzić kryzys. Jak sam powiedział: Od połowy lat siedemdziesiątych byłem bardzo pomieszany. Czułem, że muzyka, którą robię, jest całkowicie nieadekwatna (...) Uważał, że jest to śmieszne, iż ludzie z pokolenia z lat 60. śpiewają pieśni protestu i myślą, że mogą tym coś zmienić. Wyatt zaczął być bardziej zainteresowany poważną działalnością rewolucyjną, taką, która potrafi dokonać zmian.
Zaczął się wtedy interesować także współpracą ze związkami zawodowymi.
7 sierpnia 1981 Wyatt rozpoczął nagrywanie muzyki w Wave Studio do filmu „The Animals Film”. Robert grał na wszystkich instrumentach (instrumenty klawiszowe, instrumenty perkusyjne) i wykonał partie wokalne. Senarzystą i producentem filmu był Victor Schonfeld. Narratorką była Julie Christie. Film ten miał premierę 8 listopada na London Film Festival. Muzyka została wydana w maju 1982 r.
Po kilku wyraźnie politycznych singlach Wyatt wiosną 1984 r. nagrał „czwórkę” (EP) Work in Progress z trzema utworami. Wśród nich była piosenka „Biko” Petera Gabriela poświęcona bojownikowi z apartheidem w Afryce Południowej.
19 czerwca nagrał utwór „This Is the End” grając tylko na instrumentach perkusyjnych i śpiewając; swojego głosu użyczyła także Alfreda.
31 października odbyła się sesja do kolejnej czwórki The Last Nightingale nagrany praktycznie przy pomocy grupy Henry Cow. Dochód z tej płytki został przeznaczony na pomoc strajkującym górnikom.
W listopadzie 1984 Wyatt rozpoczął sesje nagraniowe do swojego kolejnego albumu Old Rottenhat, który został wydany w 1986 r.
Po singlu z zespołem The Swapo Sisters (wydanym w październiku 1985) Robert kontynuował nagrywanie albumu Old Rottenhat.
12 listopada 1986 r. hiszpańska TV3 sfilmowała w Barcelonie jego wykonanie piosenki „Born Again Cretin”. Znalazła się ona na filmie wyreżyserowanym przez Jiana Buffilla „The Voyage of Robert Wyatt”.
Początek 1987 r. Robert spędził w Hiszpanii. W tym samym roku Wyattowie przenieśli się z Twickenham w Londynie do Louth w wiejskiej okolicy okręgu Lincolnshire.
Pomiędzy 18 lutego a 4 marca 1991 r. Robert nagrał swój kolejny album Dondestan, który został wydany 27 sierpnia.
W listopadzie francuskie radio rozpoczęło nagrywać program z Robertem dla serii radiowej „Culture the Rhythm and the Reason”. W ciągu siedmiu odcinków omówiono całą karierę Roberta. Emisja nastąpiła w marcu 1992.
W tym samym miesiącu francuska TV ARTE nakręciła część pierwszą filmu o Robercie z sekwencjami wywiadów, fragmentami koncertu Soft Machine z marca 1970 r. w Paryżu i jego wykonaniem „Catholic Architecture”. Film został wyemitowany w kwietniu 1993 r.
W czerwcu 1992 r. w domu Wyattów w Louth odbyły się sesje do cyfrowego minialbumu A Short Break, który został wydany 19 września.
Od 1995 roku uczestniczył w organizacji koncertów młodych, awangardowych muzyków, był również współtwórcą projektu Davida Gilmoura (Pink Floyd), podczas Koncertu w Royal Albert Hall (Londyn) w 2006 roku. Jest przyjacielem Boba Geldofa i współautorem koncertów Live Aid.
W 1996 Robert nagrał album Shleep, który został wydany we wrześniu.
W 1999 roku brał udział w koncertach zespołu puzonistki Anne Whitehead Soup Songs. Grupa ta powstała specjalnie do wykonywania kompozycji Wyatta.
W czerwcu 2001 r, był organizatorem festiwalu Meltdown w Londynie, na którym wystąpiły wybitne zespoły, m.in. Massacre.
Nagrany w latach 2002 i 2003 oraz wydany we wrześniu 2003 r. album Cuckooland został nominowany do nagrody „Mercury Music Prize”.
W 2003 r. telewizja BBC poświęciła Wyattowi film Free Will and Testament. Wyatt wykonał w nim m.in. 5 utworów z zespołem puzonistki Anne Whitehead Soup Songs.
W marcu 2007 r. rozpoczął sesje do swojej opery Comicopera, która została wydana w październiku 2007 r.

### Inne projekty Wyatta od 1972

#### 1972
- 21 marca – Kevin Ayers. Kensington House. Nagrania dla programu BBC „Top Gear"

„Take Me To Tahiti”, „Whatevershebringswesing”, „Stranger in Blue Suede Shoes”, „The Interview"
Robert Wyatt: śpiew (także inni wokaliści)
- Grudzień – Kevin Ayers. Sesje do albumu Bananamour, wydanego 4 maja 1973 r.

Kevin Ayers: gitara, śpiew; Archie Leggett: gitara basowa; Eddie Sparrow: „woodblock”; Ronnie Price: pianino; Robert Wyatt: śpiew towarzyszący w piosence „Hymn"

#### 1973
- Koniec marca – WMWM, Langham 1, nagrania dla programu BBC Jazz Workshop.

Gary Windo: saksofon tenorowy; Dave MacRae: pianino, pianino elektryczne; Ron Mathewson: kontrabas; Robert Wyatt: perkusja, śpiew
1. „Toddler”, 2. „Caramus"
Program został wyemitowany 4 kwietnia
- 28 kwietnia – Dave MacRae Trio. Występ w klubie „Ronnie Scott’s"

Dave MacRae: pianino, pianino elektryczne; Ron Mathewson: kontrabas; Robert Wyatt: perkusja
- Październik – Hatfield and the North. The Manor, Kidlington. Sesje do albumu Hatfield and the North

Phil Miller: gitary; Dave Stewart: elektryczne pianino; Richard Sinclair: gitara basowa, śpiew; Pip Pyle: perkusja; Robert Wyatt: śpiew w piosence „Calyx”.
- Jesień – Kaleidophon Studios. Sesja do albumu Lady June Linguistic Leprosy.

Kevin Ayers: gitara akustyczna; Lol Coxhill: saksofon sopranowy; Archie Leggett: bas; Robert Wyatt: instrumenty perkusyjne, śpiew
Utwór został wydany na albumie Lola Coxhilla The Story So Far, który ukazał się 27 września 1974

#### 1974
- 13 kwietnia – Hatfield and North. Roundhouse, Londyn.

Dave Stewart: organy; Phil Miller: gitara; Richard Sinclair: gitara basowa, śpiew; Pip Pyle: perkusja. Ddatkowi muzycy: Alan Gowen: pianino; Steve Miller: pianino; Lol Coxhill: saksofon sopranowy; Geoff Leigh: saksofon tenorowy, flet; Jimmy Hastings: saksofon altowy, flet; Jeremy Baines: flet; Amanda Parsons, Barbara Gaskin, Ann Rosenthal: śpiew; Robert Wyatt: instrumenty perkusyjne, śpiew („Aigrette”, „Calyx”)
- 10 maja – Hatfield and North. Lady Mitchell Hall, Cambridge.
- 1 czerwca – Kevin Ayers/John Cale/Eno/Nico. Rainbow Theatre, Londyn.

Kevin Ayers: gitara, śpiew; John Cale: pianino, śpiew; Eno: syntezator, śpiew; Nico: harmonium, śpiew. Dodatkowi muzycy: Mike Oldfield: gitara; Ollie Halsall: gitara; John „Rabbit” Bundrick: instrumenty klawiszowe; Archie Legett: gitara basowa; Eddie Sparrow: perkusja; Irene Chanter, Doreen Chanter, Liza Strike: śpiew; Robert Wyatt: instrumenty perkusyjne
Koncert ten został wydany na albumie 28 czerwca 1974
- 25 czerwca – Slapp Happy and Friends. Langham 1, nagrania dla programu BBC „Top Gear"

Anthony Moore: pianino (3), śpiew (3); organy (4); klawikord (1); Peter Blegvad: gitara akustyczna (2); gitara (1); śpiew (2, 3, 4); Dagmar Krause: śpiew. Przyjaciele: Fred Frith: gitara (2, 4); Lindsay Cooper: fagot (1, 2), obój (3); Geoff Leigh: saksofon sopranowy(1, 3, 4); flet (2), klarnet (4); Jeff Clyne: kontrabas. Robert Wyatt: śpiew (2), instrumenty perkusyjne (1, 2, 3)
1. „Europa”; 2. „A Little Something”; 3. „War Is Energy Enslaved”; 4. Me and Parvati”.
Emisja programu nastąpiła 16 lipca
- 25 lipca – ICA, Nash House, The Mall SW1. Koncert benefisowy dla rodziny Mala Deana po jego śmierci.

Pete Brown, Lol Coxhill, Roger McGough, Robert Wyatt, Mike Horowitz, S.M.E.
- Wrzesień – Eno. Island Studios. Sesje do albumu Taking Tiger Mountain (By Strategy)

Kwintet: Eno: śpiew, elektronika, gitara, instrumenty klawiszowe; Phil Manzanera: gitara; Brian Turrington: gitara basowa; Freddie Smith: perkusja; Robert Wyatt: instrumenty perkusyjne, śpiew towarzyszący. Oraz liczni goście

#### 1975
- Styczeń – Phil Manzanera. Island Studios. Sesje do albumu Diamond Head

Phil Manzanera: gitary; John Wetton: gitara basowa; Paul Thompson: perkusja; Eno: śpiew towarzyszący; Robert Wyatt: śpiew, cabasa, śpiew towarzyszący, czynele, tekst do „Frontera”.
Album został wydany w kwietniu
- Jesień – Michael Mantler. Dom, sesje do albumu The Hapless Child

Carla Bley: pianino, klawinet, syntezator; Terje Rypdal: gitara; Steve Swallow: bas; Jack DeJohnette: perkusja, instrumenty perkusyjne; Alfreda Benge: mówca; Albert Caulder i Nick Mason: dodatkowi mówcy; Robert Wyatt: śpiew.

#### 1976
- Luty – Michael Mantler. Farma Delfiny, Little Bedwyn. Sesje do albumu Silence (adaptacja sztuki Harolda Pintera)

Carla Bley: głos, pianino, organy; Kevin Coyne: głos; Chris Spedding: gitara; Ron McClure: kontrabas, gitara basowa; Claire Maher: wiolonczela; Robert Wyatt: śpiew, instrumenty perkusyjne
Album został wydany w marcu 1977
- Kwiecień – Gary Windo. Britannia Row Studios. Sesje do albumu Steam Radio Tapes

Gary Windo: saksofon tenorowy; Richard Brunton: gitara; Hugh Hopper i Bill MacCormick: bas; Nick Mason: perkusja; Pam Windo: pianino, śpiew towarzyszący; Robert Wyatt: śpiew (w „Now Is the Time”). Oraz Steve Hillage, Mike Hugg, Julie Tippetts; Nana Tsiboe
- Kwiecień – Jan Steele/John Cage. Dom, sesje do albumu Voices and Instruments

Robert Wyatt: śpiew w „Experiences No 2” i „The Wonderful Widow of Eighteen Springs"
Album został wydany w lipcu 1976
- 17 maja – dom, sesje do albumu Will of the People General Strike Project

Hanwell Brass Band; Laurie Scott Baker: syntetazor, instrumenty perkusyjne; Dave MacCrae: pianino; Roy Babbington: gitara basowa; Tony Hicks: perkusja; Robert Wyatt: śpiew na „Nowt' Doin'"

#### 1977
- Kwiecień – Brian Eno. Basin St. Studios. Sesje do albumu Before and After Science

Brian Eno: głos, pianino, syntezator, dzwonek, gitara; Fred Frith: gitara; Bill MacCormick: bas; Kurt Schwitters: głos; Percy Jones: bas; Dave Mattacks: perkusja; Shirley Williams (Robert Wyatt): czynele („Kurt's Rejoinder”, „Through Hollow Lands”)
Album został wydany w 1977

#### 1978
- Grudzień – Brian Eno. Album Ambient#1. Music for Airports.

Brian Eno – gitara, instrumenty klawiszowe; Robert Wyatt – pianino w „1/1"

#### 1979
- Październik – Nick Mason. Grog Kill Studio, Willow, Nowy Jork. Sesje do albumu Spot the Player

Nick Mason’s Fictitious Sports; Carla Bley: instrumenty klawiszowe, kompozycje; Mike Mantler: trąbka; Gary Windo: saksofon tenorowy, klarnet basowy, flet; Gary Valente: puzon; Howard Johnson: tuba; Chris Spedding: gitara; Stewe Swallow: bas; Nick Mason: perkusja, instrumenty perkusyjne; Karen Kraft i Robert Wyatt: śpiew
Album został wydany w lutym 1981

#### 1980
- Marzec – Kevin Coyne. Alvic Sound. Sesje do albumu Sanity Stomp

Druga płyta podwójnego albumu: Kevin Coyne: gitara, instrumenty klawiszowe, śpiew; Brian Godding: gitara, instrumenty klawiszowe, Bob Ward: gitara; Robert Wyatt: perkusja (!), instrumenty klawiszowe
Album został wydany w listopadzie
- Czerwiec – The Raincoats. Berry Street. Sesje do albumu Odyshape

Gina Birch: gitara basowa, balaphone; Vicky Aspinall: gitara, śpiew; Ana da Silva: gitara; Ingrid Wiess: „finger cymbal”; Robert Wyatt : perkusja (na „And Then It's O.K.”)
Album został wydany w czerwcu 1981 r.
- Czerwiec – Vivien Goldman. Berry Street. Sesje do singla

1. „Laundrette”, 2. „Private Armies"
Vivien Goldman: śpiew; Keith Levene: gitara; Vicky Aspinall: skrzypce; George (Oban) Levi i Robert Wyatt: instrumenty perkusyjne w utworze 1
Singiel został wydany w sierpniu 1981 r.

#### 1981
- Lato – Shiny Men. Wave Studio. Sesje do albumu Again

Członkowie grupy pod pseudonimami. Robert Wyatt: śpiew i scat w utworze „Dream Pussy"
Album został wydany w październiku
- 19 grudnia – koncert The Raincoats w Albany Theatre

Vicky Aspinall: skrzypce; Ana da Silva: gitara; Gina Birch: gitara basowa; Charles Hayward: perkusja. Robert Wyatt: śpiew w „Born Again Cretin"
Było to pierwsze pojawienie się na scenie Roberta od koncertów z Henry Cow w 1975 r.
- Grudzień – Ben Watt. Alvic Sound. Sesje do „czwórki” (EP-ki) Summer into Winter

Ben Watt: śpiew, gitara; Robert Wyatt: śpiew i pianino na „Walter and John” oraz pianino na „A Girl in Winter”.
Płytka ukazała się w kwietniu 1982 r.

#### 1982
- Zima – Marsha Hunt. Redan Recorder. Sesje do singla „Man to Women"

Muzycy nieznani oprócz wokalistów: Jeanette Landrey, Eddie Kemp, Christine Ellerbeck i Robert Wyatt (śpiew w „All She Wanted Was Marlon Brando”)
Singiel został wydany i wycofany 15 kwietnia
- Wiosna – Scritti Politti. Berry Street. Sesje do singla

1. „Asylum in Jerusalem”. 2. „Jacques Derrida"
Green: śpiew, gitara; Joe Gang, Nial Jinks: gitara basowa; Lorenza, Mae, Jackie: chórek; Tom Morley, Linn: perkusja; Mike McEvoy, Robert Wyatt : instrumenty klawiszowe
Singiel wydany w lipcu

#### 1985
- 26 listopada – News From Babel. Cold Storage. Sesje do albumu Letters Home

Lindsay Cooper: pianino, instrumenty klawiszowe, fagot, saksofon sopranino, saksofon altowy; Zeena Pakins: klawesyn, akordeon; Chris Cutler: perkusja, instrumenty perkusyjne; oraz: Bill Gilonis: gitara basowa, gitara; Dagmar Krause, Sally Potter, Phil Minton, Robert Wyatt: śpiew
Album został wydany w lipcu 1986 r.

#### 1986
- Sierpień – Paul Haines. Nieznane studio. Sesje do podwójnego CD Darn It!

Evan Parker: saksofon sopranowy; Robert Wyatt: pianino, instrumenty klawiszowe, perkusja, śpiew w piosence „Curtzy"
Album został wydany w 1993 r. przez firmę Kipa Hanrahana – American Clave.
- Wrzesień lub październik – Michael Mantler. West 3 Studios. Sesje do albumu Many Have No Speech

The Danish Radio Concert Orchestra; Michael Mantler: trąbka; Rick Fenn: gitara; Marianne Faithfull, Jack Bruce, Robert Wyatt: śpiew (wykonywali wiersze Becketta, Meistera i Soupaulta
Album został wydany w maju 1988 r.

#### 1987
- 19 lutego – Claustrofobia. Aprila Studios. Barcelona, Hiszpania. Sesje do albumu Repulsion

Pedro Burruezo: gitara, śpiew; Maria Jose Pena: pianino; Antoni Baltar: programowanie perkusji, syntezator basowy; Robert Wyatt: śpiew na „Tu Traicion"
Album został wydany latem 1987

#### 1988
- Wrzesień – został wydany album C.T.I. Core – a Conspiracy International Project

Chris Carter, Cosey Fanni Tutti (obaj z Throbbing Gristle): instrumenty klawiszowe, instrumenty perkusyjne, śpiew; Robert Wyatt: śpiew w utworze Core.

#### 1989
- Jesień – Ryuichi Sakamoto. Dom Roberta w Louth. Sesje do albumu Beauty.

The Neo Geo Ensemble – Dali Kimoko-N'Dala: gitara; Paco Ye: instrumenty perkusyjne, śpiew; Sibiri Outtara: instrumenty perkusyjne, śpiew; Seidou 'Baba' Outtara: instrumenty perkusyjne, śpiew; Pino Pallodino: gitara basowa; Milton Cordona: szekere; Yoriko Ganeko: śpiew; Misako Koja: śpiew; Kazami Tamaki: śpiew; Ryuichi Sakamoto: instrumenty klawiszowe, śpiew; Brian Wilson: śpiew; Robert Wyatt: śpiew w We Love You
Album został wydany w marcu 1990
- 12 grudnia – The Happy End. Axis Studio. Sheffield. Sesje do albumu Turn Things Upside Down.

22-osobowy zespół; Robert Wyatt: śpiew na Turn Things Upside Down
Album został wydany w kwietniu 1990 r.

#### 1989–1993
- Wyatt współpracuje z takimi muzykami jak Pascal Comelade i Anja Garbarek. Tworzy muzykę do filmu „Winged Migration” (Brunona Coulaisa)

#### 1993
- 2 i 3 marca – Ultramarine. Chapel Studios, South Thoresby. Sesje do albumu cyfrowego United Kingdoms

Ian Cooper: gitara akustyczna, instrumenty klawiszowe, programowanie; Paul Hammond: gitara basowa, instrumenty klawiszowe, programowanie; oraz goście, m.in. Robert Wyatt: śpiew
Album został wydany 23 sierpnia.

#### 1995
Współpracuje z Johnem Greavesem (byłym muzykiem grupy Henry Cow) przy jego albumie Songs

#### 2004
Współpracuje z Björk podczas nagrywania jej albumu Medúlla

#### 2006
Gościnnie pojawia się na trzeciej solowej płycie Davida Gilmoura On an Island (kornet w utworze „Then I close my eyes”). Zagrał również na koncercie w Royal Albert Hall w Londynie podczas tournée promującego tę płytę.

## Dyskografia

### The Daevid Allen Trio
- Live 1963 – Voiceprint VP122CD (1993) WB; Blueprint BP122CD

### The Wilde Flowers
- The Wilde Flowers – Voiceprint VPVP123CD (1993) WB

### The Soft Machine
Albumy studyjne
- The Soft Machine

USA LP – ABC/Probe CPLP 4500 (1968); CD – Big Beat Records 22064 (1987)
WB LP – Big Beat WIKA 57 (1986); CD – One Way Records 22064 (1993)
- Volume Two

WB LP – ABC/Probe SPB 1002 (1969); LP – Big Beat WIKA 58 (1986); CD – One Way Records 22065 (1993)
USA LP – Probe CPLP 45055 (1969); CD – Beat Goes On BGO 180 (1993)
- Third

WB LP – CBS 66246 (1970); CD – Decal LIKD 35 (1988); CD – Beat Goes On BGOCD 180 (1993); CD – Columbia 4714072 (1996)
USA LP – Columbia G 30339 (1970); CD – Columbia 30339 (1988); CD – Sony 30339 (1991); CD – Beat Goes On BGO 180 (1993)
- Fourth

WB LP – CBS 64280 (1971);
USA LP – Columbia C 30754 (1971); CD – One Way Records 26254 (1995);
Składanki
- Triple Echo WB LP Harvest SHTW 800 (1977)
- The Peel Sessions WB LP – Strange Fruit SFRLP 201 (1990); CD – Strange Fruit SFRCD 201 (1999)
- Soft Machine Box Set WB CD
- Soft Machine WB CD – Movieplay Gold MPG 74033
- Backwards WB USA CD – Cuneiform Records Rune 170 (2002)

Albumy koncertowe
- Live at the Proms LP – Reckless RECK 5 (1988); CD – Reckless CD RECK 5 (1988)
- BBC Radio 1 Live in Concert WB CD – Windsong WINCD 031 (1993)
- BBC Radio 1 Live in Concert WB CD – Windsong WINCD 056 (1994)
- Live in France USA CD – One Way Records OW 31445 (1995); jako Live in Paris USA i WB Cuneiform Rune 195/196 (2004)
- Live in Paradiso 1969 WB CD – Voiceprint VP193CD (1995)
- Virtually WB CD – Cuneiform Rune 100 (1998)
- Live 1970 WB CD – Blueprint/Voiceprint VP290CD (1998)
- Noisette WB CD – Cuneiform Rune 130 (2000)
- Soft Machine Turns On Volume 2 WB CD – Voiceprint VP234CD (2001)
- Facelift WB CD Voiceprint VP233CD (2002)
- BBC Radio 1967–1971 WB CD – HUX 037 (2003)
- BBC Radio 1971–1974 WB CD – HUX 047 (2003)
- Somewhere in Soho' WB CD – Voiceprint VP262CD (2004)
- Breda Reactor WB CD – Voiceprint VP345CD (2005)
- Middle Earth Masters WB USA CD – Cuneiform Records Rune 235

### Matching Mole
- Matching Mole WB LP CBS 64850 (1972); WB LP CBS 32105 (1982); CD Japonia Epic/Sony ES CA 5425 (1991); CD Australia Columbia COL 471 489-2 (1992); CD Francja COL 471 489-2 (1992); CD CBS 64850 (1993); CD Sony Music Entertainment 505478-2 (2001); CD BGO BGOCD 175
- Little Red Record WB LP CBS 65260 (1972); USA LP Columbia KC 32148 (1972); CD Australia COL 471 488-2 (1992); CD Francja COL 471 488-2 (1992); CD CBS 65260 (1993); BGO BGOCD 174
- BBC Radio Live in Concert CD Windsong WINCD 063 (nagrany w The Paris Theatre, Londyn 27.7.1972) (1994)
- Smoke Signals CD Cuneiform Records Rube 150 (2001)
- March CD Cuneiform Records Rune 172 (2002) (koncert, sesje dla Johna Peela)

### Robert Wyatt

#### Albumy
- The End of an Ear (1970) – CBS 31846; Columbia COL 473005-2; Columbia COL 493342-2; CBS 64189; LP Race Records 1001 (1979)
- Rock Bottom (1974) – LP Virgin 840 043; USA LP Warner Bros. lub Virgin VR 13-112; LP Virgin ORL 8307; CD Virgin CDV 2017; CD Hannibal/Rykodisc HNCD 1426
- Ruth Is Stranger Than Richard – Virgin CDV 2034 (1975); CD Hannibal/Rykodisc HNCD 1427
- Nothing Can Stop Us (1982) – LP Rough Trade ROUGH35; CD Rough Trade CD35; CD Hannibal 1433
- Old Rottenhat (1985) – LP Rough Trade 70406; CD Rough Trade CD69; Hannibal 1434
- Rock Bottom/Ruth Is Stranger Than Richard – (1986) 2 LP Virgin 60017
- Dondestan – (1991) LP Rough Trade ZN 017; CD Rough Trade 30870; Gramavision 79469
- A Short Break – Voiceprint VP108 (1992)
- Rock Bottom/Ruth Is Stranger Than Richard – 2xCD Virgin (France) 7243 8 39752 2 8
- Shleep – CD Hannibal HNCD 1418 (1997)
- Dondestan (Revisited) – CD Hannibal HNCD 1436 (1998)
- Solar Flares Burn for You – CD Cuneiform RUNE 175 (2003)
- Cuckooland – CD Hannibal/Rykodisc HNCD 1468 (2003)
- His Greatest Misses – CD Videoarts Music Inc. VACK-1282 (2004) (firma japońska)
- Theatre Royal Drury Lane 8th September 1974 – CD Hannibal/Rykodisc HNCD 1507 (2005)
- Comicopera – CD Domino Records WIGCD202 (2007); 2xLP Domino Records WIGLP202 (2007)
- EPs – CD Hannibal REWIGCD46 (5 CD – wszystkie EP-ki)
- Radio Experiment Rome, February 1981 (2009)

#### Czwórki (EP)
- The Peel Sessions (1974) – (EP – „czwórka”) Strange Fruit SFPS037; Strange Fruit DEI 8336-2; CD-S Strange Fruits WMD672005 (1991)
- The Animals Film 1982) – (Str. A – 15 min. 15 sek; Str. B 12 min. 56 sek; CD 20 min. 01 sek) – Rough Trade 40 EP; wydanie japońskie z 1993 r. Rough Trade Japonia TDCN-5025 zawiera 4 dodatkowe utwory: The Wind of Change 7-calowe wydanie, The Wind of Change 12-calowe wydanie, Namibia 7-calowe wydanie i Namibia 12-calowe wydanie.
- Shipbuilding/Memories of You/'Round Midnight' (1982) – Rough Trade RT115T
- Work in Progress (1984) – EP Rough Trade RTT149; Rough Trade/Virgin 80125
- 4 Tracks EP (1984) – Virgin WYATT1
- Airplay – EP Japonia Videoarts (2002)

#### Single
- 1974: I’m a Believer/Memories – Virgin 13617, 56000, 640040, 13591
- 1974: Yesterday Man/I’m a Believer – Virgin France 640 059, WB VS 114, USA VR56000; Columbia Japan YK-3-VR, Ariola Niemcy 13617AT
- 1977: Yesterday Man/Sonia – Virgin VS 115
- 1980: Arauco/Caimanera – Rough Trade RT037
- 1980: At Last I’m Free/Strange Fruit – Rough Trade RT052
- 1981: Stalin Wasn't Stalling/Stalingrad – Rough Trade RT046
- 1981: Grass/Trade Union – Rough Trade RT081
- 1982: Shipbuilding/Memories of You – Rough Trade RT115, Stunn BFA 1076 (singel miał cztery różne okładki Stanleya Spencera)
- 1984: The Age of Self/Raise Your Banners High – Rough Trade TUC784 (wszystkie zyski zostały przekazane na konto TUC Miners Hardship Fund)
- 1987: Chairman Mao – Stampa Alternativa
- 1997: Free Will and Testament/The Sight of the Wind – Island/Trade2 TRDSC010
- 1997: Heaps of Sheeps/A Sunday in Madrid – Hannibal VHCD1418